# All My Yesterdays: The Debut 1966 Recordings at the Village Vanguard
All My Yesterdays: The Debut 1966 Recordings at the Village Vanguard ist ein Jazzalbum des Thad Jones/Mel Lewis Orchestra, das am 7. Februar und 21. März 1966 im New Yorker Jazzclub Village Vanguard aufgenommen und 2016 als Doppel-CD bei Resonance Records veröffentlicht wurde.

## Hintergrund
„Seit dem Ende der Swing-Ära haben Jazzkritiker viel Tinte (und Pixel) für die erschreckenden Aussichten auf die Aufrechterhaltung einer Big Band verwendet“, schrieb Derek Taylor. „Finanzen und Logistik sprechen fast gegen ein so ehrgeiziges Unternehmen. Jazzorchester waren selbst auf dem Höhepunkt ihrer Popularität ein riskantes Unterfangen. Das Thad Jones / Mel Lewis-Orchester kam Jahrzehnte später zu einer Zeit an, als sich die Umstände als besonders ungeheuerlich erwiesen.“
All My Yesterdays (benannt nach einer Komposition von Thad Jones) Aufnahmen der Band bei zwei Auftritten im Village Vanguard, dem 50-jährigen Zuhause der Bigband, die in späteren Jahren als Vanguard Jazz Orchestra firmierte. Ursprünglich gedacht, um einen Plattenvertrag für die Band zu bekommen, sind die Tracks in der Öffentlichkeit weitgehend unbekannt. Klabin nahm das Orchester mit minimaler Ausrüstung, doch nach modernen Maßstäben auf, wobei nur die Musiker selbst dabei helfen, Mikrofone nach Bedarf zu befestigen. Zu Klabans Equipment gehörten ein Crown Professional Zwei-Spur-Stereo-Kassettenrecorder, ein Ampex-Mixer mit vier Eingängen und sechs Mikrofone (Neumann U67-, Bayer- und AKG-Mikrofone und ein Electro-Voice 654 Dynamic, der letzte für den Bass verwendete). Klaban gibt an, dass er jeweils ein Mikrofon für Holzbläser, Posaunen und Trompeten platziert hat, das vierte für den Bass, das fünfte für das Klavier und das letzte für den Bandleader Thad Jones. C. Michael Bailey schrieb zum Ergebnis dieser technischen Bedingungen:

„Das Ergebnis dieses alchemistischen Paradigmas ist eine Präsenz, nicht im Publikum, sondern in der Mitte der Band, die nach unten schaut (hört) (eine physische Unmöglichkeit angesichts der komprimierten Grenzen des Village Vanguard). Trotzdem ist der Klang und die Atmosphäre elektrisch aufgeladen und unmittelbar. Der Sound ist groß genug, um aufstehen und herumlaufen zu können und alle Abschnitte durchzugehen. Es ist musikalische Anordnung als subatomare Metapher … jedes musikalische Element, das miteinander und gegeneinander interagiert, um ein zusammengesetztes Produkt seltener Substanz und Schönheit zu erzeugen. Es ist sofort ersichtlich, dass etwas Besonderes stattfindet.“

In dem von Thad Jones und Mel Lewis geleiteten Orchester spielten u. a. die Saxophonisten Joe Farrell, Pepper Adams und Eddie Daniels, Trompeter Jimmy Owens und Snooky Young, Posaunist Bob Brookmeyer und andere. Die Musik, die 1966 im berühmten Village Vanguard aufgenommen wurde, dokumentiert sowohl die erste Performance der Band im Februar als auch einen zweiten Gig im darauffolgenden Monat.
Die Edition umfasst ein Buch mit 92 Seiten, darin seltene, bisher nicht veröffentlichte Fotos, historische Aufsätze, Interviews und Memoiren. Zu den Mitwirkenden gehören der ausführende Produzent George Klabin, der die Originalbänder aufgenommen hat, der Produzent Zev Feldman, der assoziierte Produzent Chris Smith (Autor von The View from the Back of the Band: The Life and Music of Mel Lewis), sowie der langjährige Vanguard Jazz Orchestra-Arrangeur und Pianist Jim McNeely und der Posaunist/Pädagoge John Mosca. Alle (zur Zeit der Vorbereitung der Veröffentlichung) lebenden Musiker, die auf diesen Aufnahmen spielten, trugen zu den Liner Notes bei und berichteten von ihren persönlichen Erfahrungen mit dem Thad Jones/Mel Lewis-Orchester; darin enthalten sind Berichte von den Saxophonisten Jerry Dodgion, Eddie Daniels und Marv „Doc“ Holladay, dem Trompeter Jimmy Owens, den Posaunisten Garnett Brown und Tom McIntosh sowie dem Bassisten Richard Davis. Die Seiten zeigen Fotografien von Chuck Stewart, Raymond Ross, Ray Avery und Jan Persson.

## Titelliste
- Thad Jones / Mel Lewis Orchestra – All My Yesterdays (Resonance Records – HCD-2023[4])

- Disc 1 – February 7, 1966
  1. Back Bone – 13:22
  2. All My Yesterdays – 4:22
  3. Big Dippe – 5:51
  4. Mornin’ Reverend – 4:49
  5. The Little Pixie – 14:25
  6. Big Dipper (alt. take) – 5:44
- Disc 2 – March 21, 1966
  1. Low Down – 4:38

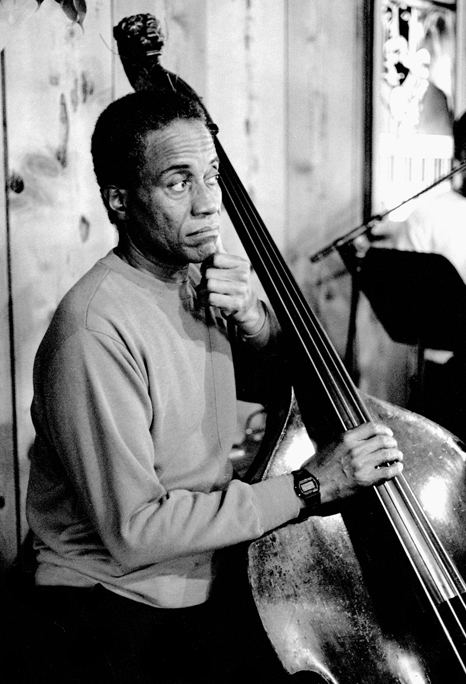
Richard Davis, 2010

  2. Lover Man (Oh Where Can You Be?) (Davis, Ramirez, Sherman) – 5:25
  3. Ah, That’s Freedom – 10:08
  4. Don’t Ever Leave Me – 4:28
  5. Willow Weep for Me (Ronell) – 6:15
  6. Mean What You Say – 5:51
  7. Once Around – 12:45
  8. Polka Dots and Moonbeams (Van Heusen, Burke) – 4:02
  9. Mornin’ Reverend – 5:49
  10. All My Yesterdays – 4:25
  11. Back Bone – 12:59
- Alle Kompositionen, soweit nicht anders angegeben, stammen von Thad Jones.

## Rezeption
Matt Collar verlieh dem Album in AllMusic 4½ (von 5) Sterne und meinte: All My Yesterdays sei eine aufsehenerregende, klug kuratierte Edition, die das Debüt des innovativen Thad Jones/Mel Lewis Orchesters von 1964 präsentiert. Trotz der eingeschränkten technischen Voraussetzungen „klingen die Aufnahmen bemerkenswert klar und fangen die elektrisierende Atmosphäre des Debüts der Band ein. Von Jones’ bop-orientierten Trompetensoli hervorgehoben und von Lewis’ Rhythmusgruppe mit dem Pianisten Hank Jones, dem Gitarristen Sam Herman und dem Bassisten Richard Davis besetzt, war das Orchester eine geschmeidige, vorausschauende, aber immer swingende Einheit, die dazu beitrug, große Ensembles in die Post-Bop-Ära zu bringen. Es schadete auch nicht, dass die Band mit einem generationenübergreifenden Kader virtuoser Musiker besetzt war.“
All dies sei auf diesen Aufnahmen deutlich zu hören, schrieb der Autor, als der Saxophonist Jerry Dodgion die Band in eine explosive Version von Jones’ swingendem, gospelbetontem Blues Back Bone führt. „Von diesem Moment an lässt die Band kaum nach, Lewis führt die Arrangements mit seinem tosenden, fußklopfenden Puls an und Jones ruft Soli und improvisierte Hintergrundphrasen auf. Die zweite Disc, aufgenommen am 21. März 1966, bietet eine ebenso fesselnde Performance der Band wie auch eine längere Set-Liste, darunter dynamische Versionen von ‚Low Down‘,‚ Ah, That is Freedom‘, ‚Mean What You Say‘ und mehr. Während das Thad Jones/Mel Lewis-Orchester ein umfangreiches Œuvre an aufgenommener Musik zu bieten hat, fesselt die Band mit All My Yesterdays schon bei ihrem brillanten, freudigen Start.“

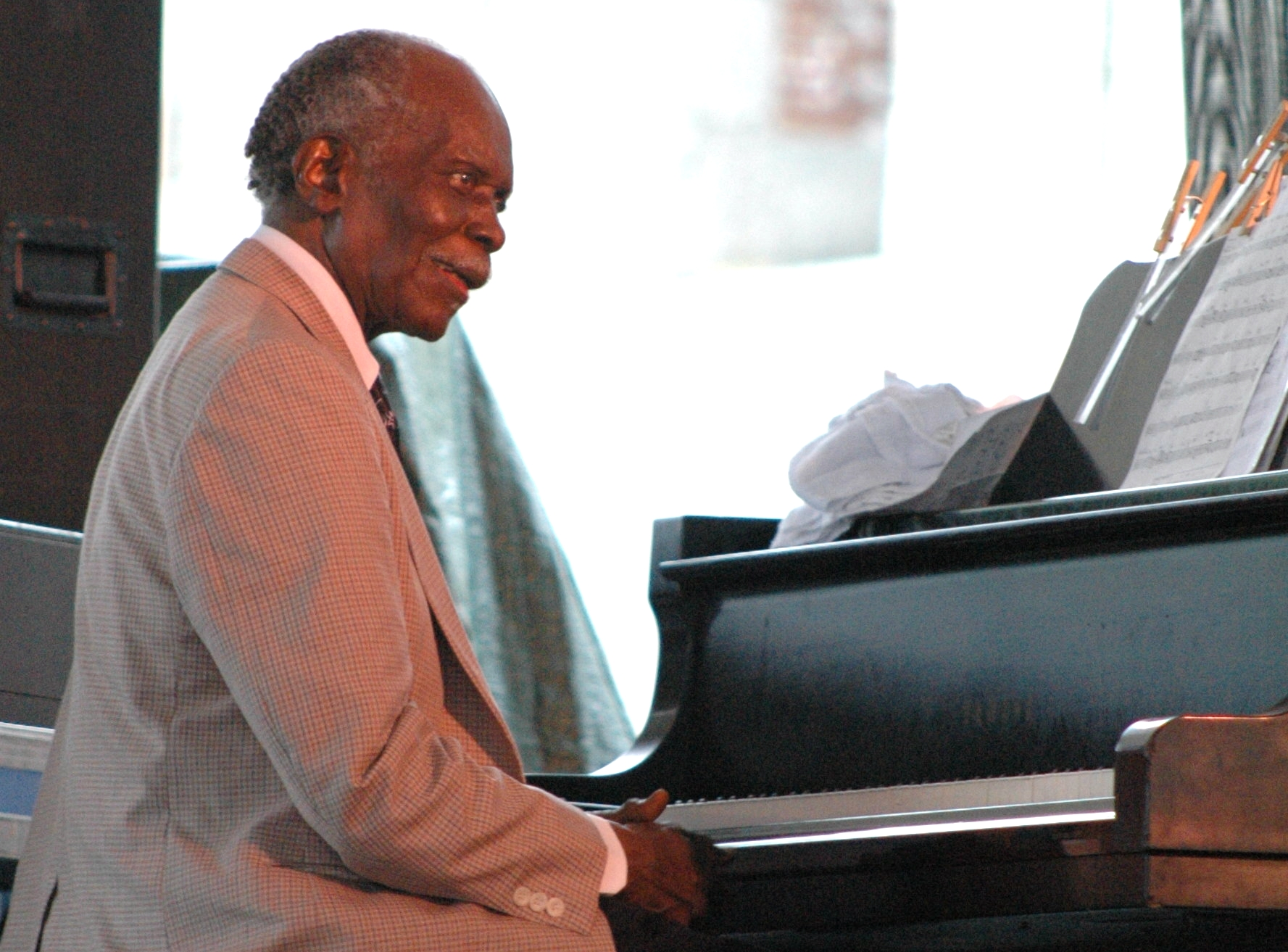
Hank Jones (2005)

C. Michael Bailey schrieb in All About Jazz: „Man starte die erste Aufführung der Thad Jones-Komposition und des Arrangements ‚Back Bone‘ und höre zu. Der Altsaxophonist Jerry Dodgion spuckt einen unbegleiteten Blues-Chorus aus, der mit Rufen und Ermutigung von der Band angespornt wird. Thad Jones selbst erwartet den Eintritt der gesamten Band mit einem großartigen ‚Yeah!‘ Dies ist ungebremste Freude beim Musizieren.“ Hinweise auf Count Basie seien in allen Arrangements zu finden, sowohl im Drall als auch in den Soli. Der Altist Jerome Richardson stellt zweimal Little Dipper vor, und der Pianist (und Thad Jones’ Bruder) Hank Jones „vermittelt den Geist des noch lebendigen Count Basie. Das ist es, ganz einfach, worum es bei Live-Musik geht: Erfindungsreichtum, Spontaneität, Improvisation und Frühlingsfrische. Hören Sie, woher die ganze Bigband gekommen ist.“
Jack Kenny meinte in Jazz Views, obwohl die Band nicht den Ruhm der Orchester von Count Basie oder Duke Ellington, Woody Herman oder Stan Kenton erlangte, habe sie ihren eigenen individuellen Weg eingeschlagen: „Die Musik ist in der Tat unverwechselbar: entspannt, swingend, kontrollierte Dynamik und mit großen Solisten. Ein Blick auf das Personal zeige eine Liste der New Yorker Freelancer, die am meisten Erfahrung mit Big Bands haben. Die jetzt fünfzig Jahre alte Aufnahme sei eine außergewöhnlich detaillierte und atmosphärische Aufnahme, die Freude und Spontanität einfangen. Jeder scheint die Musik zu genießen. In ‚Once Around‘ fällt Mel Lewis aus und wird nur noch durch Fingerschnippen ersetzt, Bassist Richard Davis macht mit dem Rhythmus weiter und nach einer Weile kehrt die gesamte Band zurück. Die Dynamik, ähnlich wie bei Basie, bedeutet, dass die Band innerhalb weniger Takte von einem Flüstern zu einem vollen kehligen Gebrüll wechseln kann.“
„Dies ist ein außergewöhnliches Album“, resümiert Kenny. „Außergewöhnlich wegen der Musik, der Dokumentation, eines achtzigseitigen Buches und der lebhaften Aufnahme. Über allem ist es erfreulich. Ich habe einige Alben dieser Band gehört, aber nichts, was die einzigartigen Qualitäten des jungen Klabin einfängt. Dies ist keine Band, die die Jazzwelt verändert hat; sie hat einfach alles getan, was es versucht hat. Es ist ein Album, das häufig auf das CD-Laufwerk gelegt wird, wann immer man begabte Musiker erleben möchte, die temperamentvoll ihr Bestes geben.“
Cormac Larkin lobte in der Rish Times: „Das in Los Angeles ansässige Indy-Label Resonance hat seit 2008 einige glänzende Juwelen entdeckt – vor allem das letztjährige Offering [Live at Temple University] von John Coltrane -, aber All My Yesterdays ist vielleicht das Kronjuwel.“ 50 Jahre, nachdem der Labelgründer George Klabin mit seinen Mikrofonen im Village Vanguard dabei war, als Thad Jones und Mel Lewis mit ihrer legendären Bigband debütierten, sei diese Session immer noch stark, und dieses Set mit zwei CDs und zahlreichen Texten und Interviews sei eine angemessene Hommage an eine große New Yorker Institution. „Für Kenner der Big-Band-Tradition ist es wie die Entdeckung der Schriftrollen vom Toten Meer und die fröhliche, befreite Musik klingt so frisch wie vor 50 Jahren.“

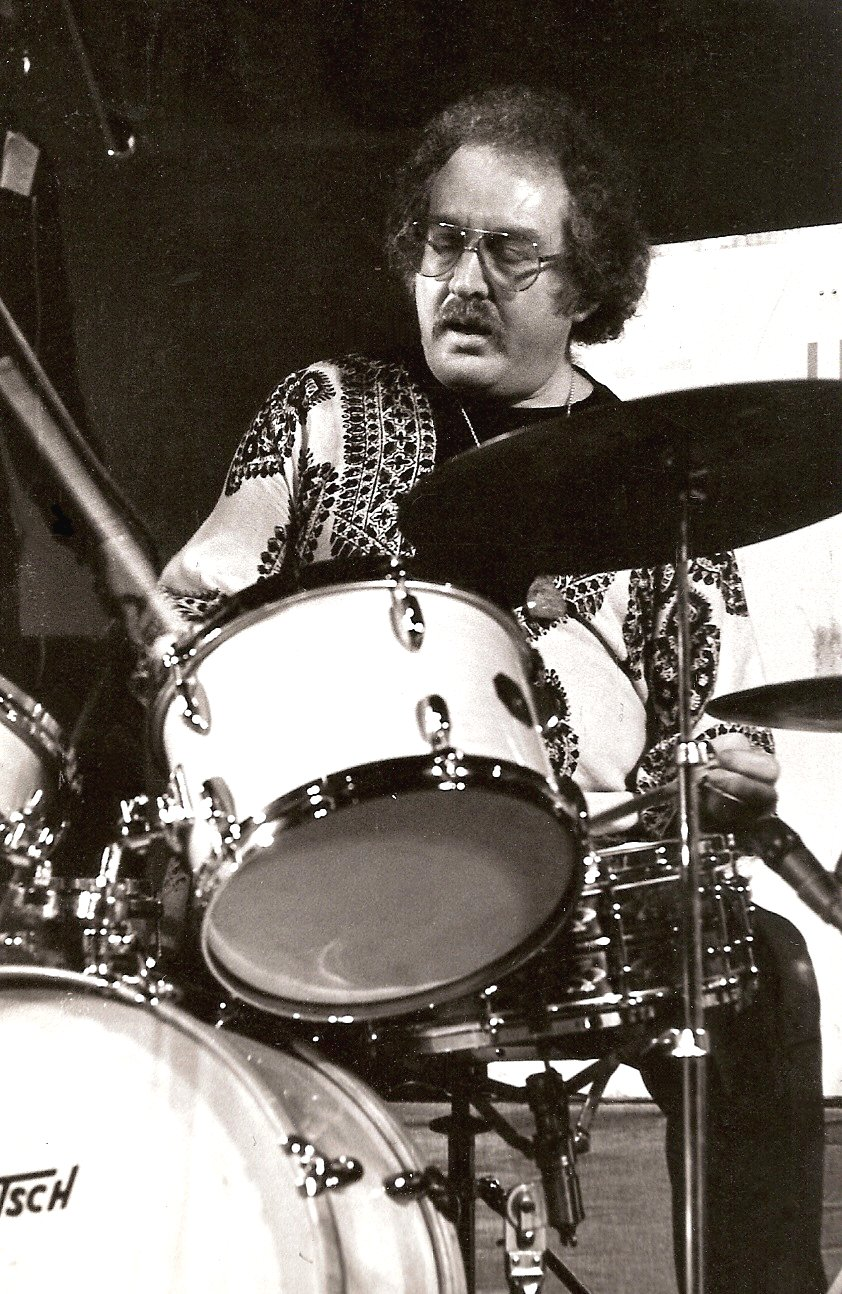
Mel Lewis (1979)

Derek Taylor lobte in Dusted, All My Yesterdays „bietet die Gelegenheit, die fünf Jahrhunderte alte Institution am Abend ihres Bestehens zu hören, ohne dass die triumphale Langlebigkeit, die bis heute andauern würde, fehlt. Trompeter und Chefkomponist/Arrangeur Thad Jones kombiniert seinen Background mit Count Basie und der Fähigkeit für kleinere Ensembles zu komponieren, um Werk an Stücken zu bauen, das die Geschwindigkeit und Geschicklichkeit des modernen Combo-Jazz an ein formbares Bigband-Chassis anpasste. Als Schlagzeuger und Mitverschwörer fungierte der Schlagzeuger Mel Lewis als Regisseur und Maschinenraum der Band und trieb die Spieler mit einem krachend rhythmischen Gefühl an, das mehr mit den Feinheiten und Nuancen von Shelly Manne zu tun hatte als der pugilistische Bombast von Buddy Rich.“
„Der Bassist Richard Davis war von Anfang an der Joker, klassisch trainiert und anfällig für Klammern, Improvisationen außerhalb des Tempos mit seltsamen tonalen Abweichungen. Anstatt ihn einzubeziehen, umarmten Jones und Lewis ihre innovativen Exzentriker, und das Orchester gewann eine weitere einzigartige Eigenschaft, die es von seinen wenigen Kollegen unterschied,“ schrieb der Autor weiter.
Trotz der nur eineinhalbmonatigen Abstandes hätten die beiden Konzerte kaum Überlappungen. Nur Mornin’ Reverend, Back Bone und das Titelstück des Sets sind identisch, und Jones’ Arrangements böten den Musikern eine große Auswahl an Überraschungen. Die Eröffnungsdarbietung von Back Bone veranschauliche die Methode der Band, bei der der Altist Jerry Dodgion inmitten der ansteckenden stimmlichen Ermutigungen seiner Kollegen bläst. „Streunende Messing-Schläge und eine angewinkelte Bassnote begleiten ihn bei vollem Satzspiel vor den Hörnern, und Lewis-Becken formen ein flottes Tempo. Die darauffolgende bluesige Polyphonie ist fast Mingus-artig in ihrem fließenden Ausgleich von fühlbarer Orchesterstärke und ordentlich eingesetzter Energie. Eine ausdrucksstarke Mittelstück-Duo-Sektion von Brookmeyer und Brown stiehlt die Melodie.“ Das Village Vanguard Orchestra in seiner „in seiner frühesten Inkarnation zu hören“, resümiert Taylor, zeige, dass „der Grundstein für diese Beständigkeit reichlich belegt“ ist.
2016 wurde das Album von der Académie du Jazz mit dem Prix de la Meilleure Réédition ou du Meilleur Inédit ausgezeichnet. Beim Jazz Critics Poll des National Public Radio errang das Album in der Kategorie Rara Avis Ende 2016 den zweiten Platz, nach In Paris: The ORTF Recordings von Larry Young und vor Some Other Time: The Lost Session from the Black Forest von Bill Evans.